# 氣體放電燈

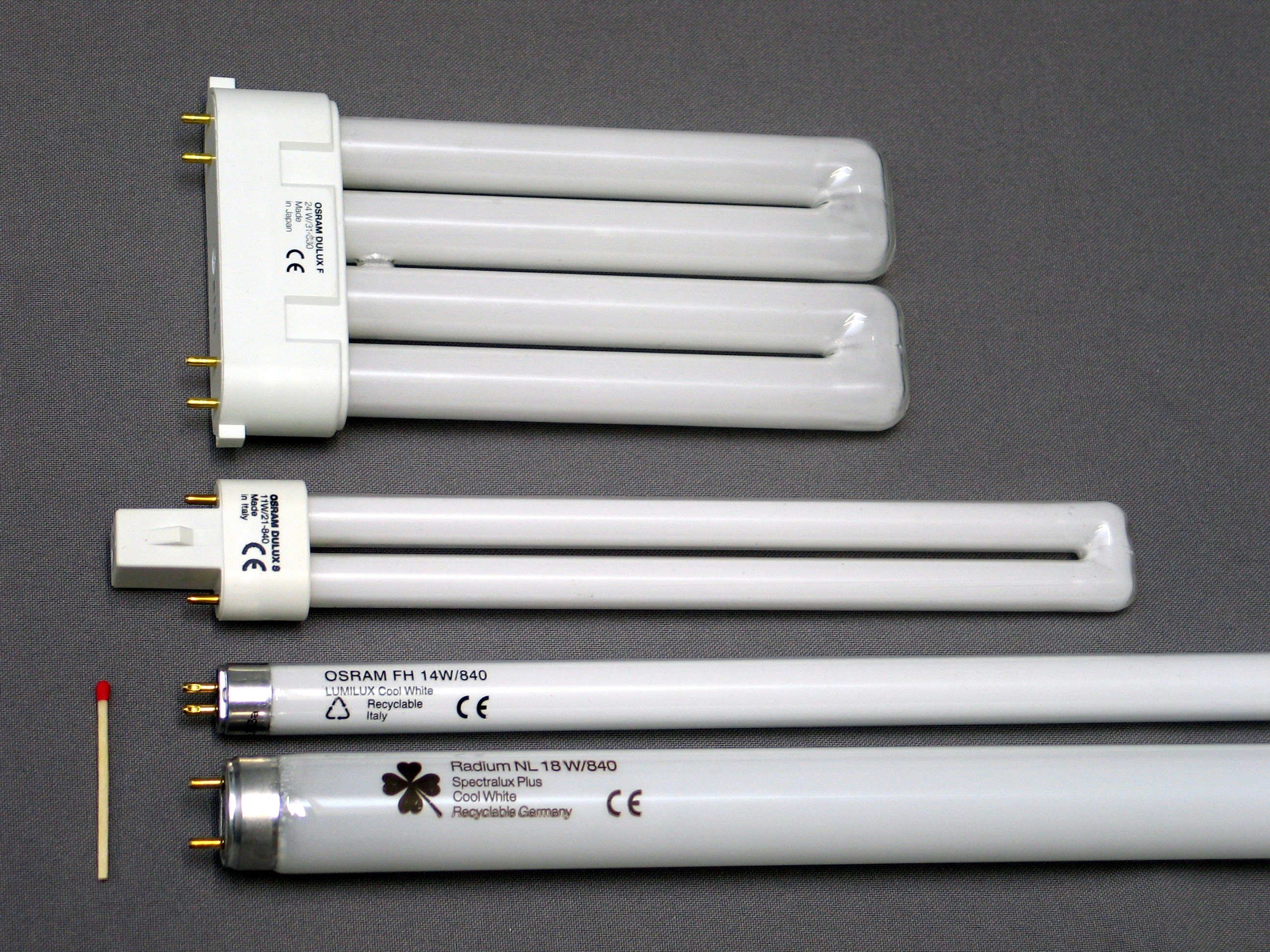
日光燈是最普遍的氣體放電燈之一。

氣體放電燈（英語：Gas-discharge lamps）是指應用電漿的發光放電效應去產生人造光源的照明器具。通常，這類燈具會使用稀有氣體來作為發光之用，如氖、氬、氪、氙。其中大多數也會使用一些金屬，例如鈉。日光燈是最普遍的氣體放電燈。

## 歷史
1705年，Francis Hauksbee 創造了第一個氣體放電燈。